# Cámara de Representantes de Dakota del Norte
La Cámara de Representantes de Dakota del Norte es la cámara baja de la Asamblea Legislativa de Dakota del Norte. La Cámara está ubicada en el Capitolio del Estado de Dakota del Norte en Bismarck.
Dakota del Norte está dividida en 47 distritos legislativos repartidos por población según lo determinado por el censo decenal. Cada distrito elige dos representantes, por lo que la Cámara está compuesta por 94 miembros.
Los representantes tienen mandatos de cuatro años. Las elecciones se escalonan de tal manera que la mitad de los distritos tienen elecciones cada dos años. Originalmente, la Constitución de Dakota del Norte limitaba a los miembros de la Cámara a períodos de dos años, y todos los representantes se postulaban para la reelección al mismo tiempo. Esa práctica continuó hasta 1996, cuando los votantes aprobaron una enmienda constitucional que cambió el mandato de los representantes a cuatro años con mandatos escalonados. La enmienda entró en vigor el 1 de julio de 1997 y se aplicó por primera vez en las elecciones de 1998. Cada dos años, la mitad de los distritos eligen a sus dos representantes por votación en bloque.
En las elecciones estatales de 2022, una medida que buscaba la limitación de mandato para los representantes fue aprobada con el 63,4% de los votos. La medida entró en vigor en 2023.

## Composición
| 68.º Legislatura (2023-2024) | 68.º Legislatura (2023-2024) | 68.º Legislatura (2023-2024) | 68.º Legislatura (2023-2024) | 68.º Legislatura (2023-2024) | 68.º Legislatura (2023-2024) | 68.º Legislatura (2023-2024) | 68.º Legislatura (2023-2024) |
|                              | Partido                      | Partido                      | Partido                      | Partido                      | Ind.                         | Vac.                         | Total                        |
| Republicano                  | Dif.                         | Demócrata-NPL                | Dif.                         |                              | Ind.                         | Vac.                         | Total                        |
| ---------------------------- | ---------------------------- | ---------------------------- | ---------------------------- | ---------------------------- | ---------------------------- | ---------------------------- | ---------------------------- |
|                              | Dif.                         |                              | Dif.                         |                              |                              |                              | Total                        |
| Bancas                       | 82                           | 3                            | 12                           | 2                            | -                            | -                            | 94                           |
|                              |                              |                              |                              |                              |                              |                              |                              |
| Último % de votos (2022)     | 79,12%                       | 79,12%                       | 20,88%                       | 20,88%                       | -                            |                              |                              |

## Liderazgos
| Posición            | Nombre         | Partido       |
| Portavoz            | Dennis Johnson | Republicano   |
| Líder de la mayoría | Mike Lefor     | Republicano   |
| Líder de la minoría | Joshua Boschee | Demócrata-NPL |